# Луций Мунаций Флакк
Лу́ций Муна́ций Флакк (лат. Lucius Munatius Flaccus; умер после 45 года до н. э.) — военный деятель времён гражданской войны 49—45 годов до н. э., помпеянский префект Атегуи (провинция Дальняя Испания).

## Биография
Уроженец испанской колонии Италики Луций являлся римским гражданином. После форсирования Рубикона Гаем Юлием Цезарем и началом военных действий в Испании в 48 году до н. э. Флакк находился в окружении цезарианского пропретора Квинта Кассия Лонгина в Кордубе (Дальняя Испания) и участвовал в заговоре против него: убил его ликтора и ранил легата Квинта Кассия. В конце 46 года до н. э. присоединился к Гнею Помпею-младшему и был назначен им комендантом Атегуи, уже осаждённой Юлием Цезарем; проник в город, обманув караулы Цезаря. Некоторое время защищал город: жестоко казнил всех его жителей, сочувствовавших цезарианцам, включая женщин и детей. Потеряв надежду на помощь от Помпея-младшего, Мунаций Флакк в письме предложил Гаю Юлию Цезарю перейти к нему на службу. Тем не менее, он не сумел добиться согласия экс-триумвира, так как отказался сложить оружие, и Атегуя была сдана местными жителями, а самого Цезаря провозгласили «императором».